# Drechterland
Drechterland (tiếng Tây Frisia: Drechterland) là một đô thị ở tỉnh Noord-Holland của Hà Lan, vùng  Tây-Frisia. Đô thị này được lập năm 1979 trên cơ sở sáp nhập các đô thị Hoogkarspel và Westwoud. Tên gốc là Bangert, đã được đổi thành "Drechterland" năm 1980. Năm 2006, đô thị Venhuizen đã được chuyển vào Drechterland.

## Các trung tâm dân cư
Đô thị này gồm các trung tâm dân cư sau: Hem, Hoogkarspel, Oosterblokker, Oosterleek, Schellinkhout, Venhuizen, Westwoud, Wijdenes.